# Damian Boeselager
Damian Hieronymus Johannes Freiherr von Boeselager (ur. 8 marca 1988 we Frankfurcie nad Menem) – niemiecki polityk i konsultant biznesowy, jeden z liderów ruchu Volt Europa, deputowany do Parlamentu Europejskiego IX i X kadencji.

## Życiorys
Wywodzi się z mającej szlacheckie korzenie rodziny Boeselager. Jego dziadek Philipp Freiherr von Boeselager był działaczem niemieckiego ruchu oporu, uczestnikiem spisku z 20 lipca 1944. Damian Boeselager urodził się jako syn bankowca Georga Freiherr von Boeselager i jego żony Huberty z domu Thiel. Studiował na Universität Bayreuth oraz Uniwersytecie Columbia, kształcił się również w Hertie School of Governance w Berlinie. Był zatrudniony jako konsultant w przedsiębiorstwie McKinsey & Company. Od 2016 nie pracował zarobkowo.
W 2017 współtworzył paneuropejskie ugrupowanie Volt Europa, objął w nim funkcję wiceprzewodniczącego. W 2019 został głównym kandydatem niemieckiego oddziału tej formacji (Volt Deutschland) w wyborach europejskich. Lista ta otrzymała 0,7% głosów, dzięki czemu Damian Boeselager uzyskał mandat posła do Parlamentu Europejskiego IX kadencji. Z powodzeniem ubiegał się o poselską reelekcję w 2024.